# Phoenix Film Critics Society Awards 2010
11° PFCS Awards

28 dicembre 2010

Miglior film:

 Il discorso del re 
I premi dell'11° Phoenix Film Critics Society Awards in onore del miglior cinema del 2010, sono stati annunciati il 28 dicembre 2010.

## Premi e nomination

### Miglior film
Il discorso del re
- 127 ore
- Inception
- I ragazzi stanno bene
- Non lasciarmi
- Shutter Island
- The Social Network
- Toy Story 3 - La grande fuga
- Il Grinta
- Un gelido inverno

### Miglior regista
Christopher Nolan - Inception
- Danny Boyle - 127 ore
- Joel and Ethan Coen - Il Grinta
- David Fincher - The Social Network
- Tom Hooper - Il discorso del re

### Miglior attore
Colin Firth - Il discorso del re
- Jeff Bridges - Il Grinta
- Robert Duvall - Get Low
- Jesse Eisenberg - The Social Network
- James Franco - 127 ore

### Miglior attrice
Natalie Portman - Il cigno nero
- Annette Bening - I ragazzi stanno bene
- Jennifer Lawrence - Un gelido inverno
- Julianne Moore - I ragazzi stanno bene
- Carey Mulligan - Non lasciarmi

### Miglior attore non protagonista
Christian Bale - The Fighter
- Matt Damon - Il Grinta
- Andrew Garfield - The Social Network
- Mark Ruffalo - I ragazzi stanno bene
- Geoffrey Rush - Il discorso del re

### Miglior attrice non protagonista
Melissa Leo - The Fighter
- Helena Bonham Carter - Il discorso del re
- Chloë Grace Moretz - Kick-Ass
- Kristin Scott Thomas - Nowhere Boy
- Hailee Steinfeld - Il Grinta

### Miglior cast
The Social Network
- Inception
- I ragazzi stanno bene
- Il discorso del re

### Migliore sceneggiatura originale
Inception - Christopher Nolan
- Il cigno nero - Mark Heyman, Andres Heinz, and John McLaughlin
- I ragazzi stanno bene - Lisa Cholodenko and Stuart Blumberg

### Migliore adattamento della sceneggiatura
The Social Network - Aaron Sorkin
- Non lasciarmi - Alex Garland
- Il Grinta - Joel and Ethan Coen

### Miglior film di animazione
Toy Story 3 - La grande fuga
- Dragon Trainer
- Rapunzel - L'intreccio della torre

### Miglior film in lingua straniera
Biutiful, Messico
- Io sono l'amore, Italia
- Il segreto dei suoi occhi, Argentina

### Miglior documentario
Restrepo - Inferno in Afghanistan
- Inside Job
- The Tillman Story

### Miglior fotografia
Il Grinta - Roger Deakins
- Harry Potter e i Doni della Morte - Parte 1 - Eduardo Serra
- Inception - Wally Pfister

### Migliore scenografia
Inception
- Il discorso del re
- Il Grinta

### Migliori costumi
Alice in Wonderland
- Il discorso del re
- Il Grinta

### Miglior montaggio
Inception - Lee Smith
- 127 ore - Jon Harris
- Il cigno nero - Andrew Weisblum
- Shutter Island - Thelma Schoonmaker

### Migliori effetti speciali
Inception
- Alice in Wonderland
- Harry Potter e i Doni della Morte - Parte 1

### Migliori stunt-men
Inception
- Kick-Ass
- Salt

### Migliori musiche originali
Burlesque - "You Haven't Seen the Last of Me"
- Le cronache di Narnia - Il viaggio del veliero - "There's a Place for Us"
- Il buongiorno del mattino - "Strip Me"
- Rapunzel - L'intreccio della torre - "I've Got a Dream"
- Toy Story 3 - La grande fuga - "We Belong Together"

### Migliore colonna sonora
Inception - Hans Zimmer
- L'uomo nell'ombra - Alexandre Desplat
- Il Grinta - Carter Burwell

### Miglior film per la famiglia
Alice in Wonderland
- Le cronache di Narnia - Il viaggio del veliero
- The Karate Kid - La leggenda continua
- Un anno da ricordare

### Miglior attore debuttante
Kodi Smit-McPhee - Blood Story
- Will Poulter - Le cronache di Narnia - Il viaggio del veliero
- Jaden Smith - The Karate Kid - La leggenda continua

### Miglior attrice debuttante
Hailee Steinfeld - Il Grinta
- Chloë Grace Moretz - Kick-Ass
- Chloë Grace Moretz - Blood Story

### Migliori prestazioni dietro la cinepresa
Debra Granik - Un gelido inverno
- Rodrigo Cortés - Buried - Sepolto
- Mark Romanek - Non lasciarmi

### Migliori prestazioni davanti alla cinepresa
Chloë Grace Moretz - Kick-Ass
- Jennifer Lawrence - Un gelido inverno
- Hailee Steinfeld - Il Grinta

### Miglior film passato inosservato
Non lasciarmi
- Blood Story
- Please Give